# Stenjevac
Stenjevac (cyr. Стењевац) – wieś w Serbii, w okręgu pomorawskim, w gminie Despotovac. W 2011 roku liczyła 608 mieszkańców.